# 王嘉禾
王嘉禾（1850年—1920年） ，山東省登州府文登縣前百凤口村人，清朝政治人物、進士出身。
光緒三年（1877年），参加丁丑科殿試，登進士二甲第115名。同年五月，分部學習。歷官吏部主事、军机章京，晋员外郎、郎中，官至伊兰府知府。
辛亥革命爆發，王嘉禾與鄉居官員呂彥枚等，纠结保清勢力，成立「鄉團」，圍攻文登縣臨時軍政分府。文登再次光復後，王嘉禾入獄。翌年，与霖逢同时获释。民國九年（1920年）在文登病卒。